# Яхницкий, Георгий Фёдорович
Георгий Фёдорович Яхницкий — советский хозяйственный, государственный и политический деятель.

## Биография
Родился в 1916 году. Член ВКП(б) с 1948 года.
С 1932 года — на хозяйственной, общественной и политической работе. В 1932—1967 гг. — учитель сельской школы, городской школы, маневровый диспетчер, инспектор Отделения Юго-Восточной железной дороги, старший инженер станции, старший ревизор службы движения Управления ст. Днепропетровск, начальник Отдела эксплуатации Запорожского отделения Юго-Восточной железной дороги, начальник III-го, Буйского отделения Северной железной дороги, заведующий Промышленно-транспортным отделом, Отделом лесной промышленности и строительства Костромского областного комитета КПСС, заместитель председателя Исполнительного комитета Костромского областного Совета, секретарь, 2-й секретарь Костромского областного комитета КПСС (1962–1963), 1-й секретарь Костромского промышленного областного комитета КПСС, начальник Отдела кадров Белорусской железной дороги.
Избирался депутатом Верховного Совета РСФСР 6-го созыва.